# 迷宮物語
『迷宮物語』（めいきゅうものがたり）または『Manie-Manie 迷宮物語』は、1987年公開のオムニバスアニメ映画。1984年から1985年にかけて制作されたが、内容がマニアック過ぎるとの判断から一時お蔵入り状態となり、1987年9月25日の東京国際ファンタスティック映画祭にて初めて一般上映、1987年10月10日にビデオ発売、1989年4月15日に一般劇場公開された。
眉村卓原作。眉村による同題の小説『迷宮物語』があるが、これが直接の原作というわけではない。
りんたろう監督「ラビリンス＊ラビリントス」、川尻善昭監督「走る男」、大友克洋監督「工事中止命令」の全3話構成。大友克洋は本作がアニメ監督としてのデビュー作となる。
タイトルロゴには、フランス語のManie-Manieが前に添えられている。英語題はNeo Tokyoで、これは1988年の大友克洋原作・監督映画『AKIRA』の舞台となる都市の名だが、内容に関係はない。

## 経緯
りんたろうが角川春樹に眉村卓の小説の映像化について相談され、丸山正雄と共に『時空の旅人』の同時上映用オムニバス作品として企画。眉村卓の『ショート・ショート』からメイン2人の監督がそれぞれ好きな作品を選び、りんたろうがオープニングとエンディングのアニメを担当する形で構想された。1984年夏、りんたろうは『幻魔大戦』でキャラクターデザインを担当した大友克洋に参加を打診し、大友はその場で快諾。企画段階ではもう一人の監督には押井守が考えられており、作画を川尻善昭、美術を青木勝志のマッドハウス主力の布陣、キャラクターを天野嘉孝で話が進められたが、押井が参加を断ったことから川尻善昭が代役の監督として抜擢された。当初は予算も少なく短期間での完成を計画していたが、スタッフ達が想定以上に映像作りに凝ったことで予定のスケジュールと予算を超えてしまい、最終的に1年がかりで映画は完成した。しかし東京現像所で試写を見た角川春樹が「内容がマニアックすぎる」と判断し、公開が見送られしばらくお蔵入りすることとなり、1987年9月の東京国際ファンタスティック映画祭で初めて一般向けに上映され、同年10月にビデオとして発売、1989年に劇場公開された。1992年にはアメリカの音楽専門チャンネルMTVの番組『リキッド・テレビジョン』（List of Liquid Television episodes）内にて「走る男」が放送され、視聴者の関心を集めた。

## 小説
クレジットでは「原作 眉村卓（角川文庫版）」となっている。イベント上映・ビデオ発売前年の1986年8月25日、書き下ろしの『迷宮物語』が、角川文庫から刊行された。
この小説は、いくつかの短い物語を含むが、短編集ではなく長編の形式を取っている。全編を通して主人公伴門淘汰（ばんもん とうた）の放浪を描きつつ、その間にいくつかも物語が、伴門の見た「場面」として挿入されている。
イラストレーターとして、カバーイラスト: 森本晃司、キャラクターデザイン: 大友克洋、口絵・本文イラスト: 福島敦子・森本晃司・なかむらたかし・川尻善昭がクレジットされており、いずれもアニメのスタッフである。カバー表紙には「工事中止命令」の杉岡勉と四四四‐一号が描かれている。
実際には、この小説は原作とは言えない点が多い。それぞれの作品ごとに述べると（詳細は各節参照）:
ラビリンス＊ラビリントスりんたろう監督のオリジナルである。
走る男登場人物は共通するが、設定もストーリーもまったく異なる。
工事中止命令既出の短編が実際の原作である。
この小説は、これらのほかにも、アニメと関係しないいくつかの物語を含む。

## 共通のスタッフ
- 製作：角川春樹、角川書店
- 原作：眉村卓
- 構成・プロデューサー：丸山正雄、りんたろう
- 特殊効果：谷藤薫児
- 撮影監督：石川欽一
- テクニカルスーパーバイザー：八巻磐
- 編集：尾形治敏
- 効果：倉橋静男
- 録音：辻井一郎
- 音楽：ミッキー吉野
- 音楽プロデューサー：石川光
- 音響プロデューサー：明田川進
- 音響制作：マジックカプセル（三間雅文）
- 助監督：楠美直子
- 制作：アルゴス、マッドハウス
- 配給：東宝株式会社

## 各作

### ラビリンス＊ラビリントス
少女「さち」が迷い込んだのは、不思議な世界のサーカス小屋。現実と虚構を描いた作品。終盤のコンピューターゲームのような映像など、斬新なアニメーション技術が使われている。
この作品は、りんたろう監督のオリジナルで、眉村卓の原作は使われていない。
映画の中では、最初とエンディング前に分割され、その間に他の2作を、さちと猫の見る映像として挟み込んでいる。
小説版『迷宮物語』では、擬似夕日のさす地下世界に迷い込んだ伴門淘汰（ばんもん とうた）が、物語を見る役目を担っている。伴門はその世界で、猫を連れた女の子（イラストはさちに似る）などと出会う。
スタッフ
監督、脚本：りんたろう
キャラクターデザイン、作画監督：福島敦子
原画：大橋学、栗原玲子、福島敦子
美術監督：石川山子
キャスト
少女さち：吉田日出子

### 走る男
スピードの限界を求め、命を賭けてカーレースを走る男ザック・ヒューを描いた作品。雑誌記者ボブ・ストーンの語りと共に描かれる。
小説版『迷宮物語』では、「ザック」が主人公の物語があり、イラストの顔は似るが、設定やストーリーはまったく異なる。超能力者たちによる民族紛争を描いた話で、ザックは独裁者として殺される。また「ボブ」は、伴門淘汰にこの「場面」を見せる、訳知りの新聞記者として登場する。ただし、この「場面」は見る者によって百人百様に見えるとボブは語っており、またアニメのシーンに似た光景も見えており、アニメとは見え方は違うが同じ「場面」である可能性を示唆している。
スタッフ
監督、脚本、キャラクターデザイン、作画監督：川尻善昭
メカニックデザイン：渡部隆、熊谷聡
原画：大塚伸治、新川信正、河口俊夫、稲垣賢吾
美術監督：青木勝志
背景：池畑祐治
キャスト
ボブ・ストーン：津嘉山正種
ザック・ヒュー：銀河万丈

### 工事中止命令
ジャングルの奥地、全自動で進む工事に、中止命令を言い渡しにやってきた社員杉岡勉（すぎおか つとむ）の災難を描いた作品。
主人公「杉岡勉」の名は、原作者眉村卓の友人から取られた。
1966年に執筆された短編「工事中止命令」が、実際の原作である。1968年にハヤカワ・SF・シリーズの短編集『万国博がやってくる』に収録され、1974年にハヤカワJA文庫の短編集『産業士官候補生』に再録され、この短編集は1978年に角川文庫から復刊した。
小説版『迷宮物語』には、この短編版から4か所が抜粋されて収録されているが、重要なシーンでも抜けている部分があり、ストーリーが断絶している。なお、「工事中止命令」部分のイラストはアニメを基にしており、原作と食い違いもある。
原作短編は、巨大企業「パイオニア・サービス会社」で非常事態対応を専門とする「無任所要員」たちの活動を描く、「無任所要員杉岡勉」ものの第1作である。ただし、この背景設定を描いた部分は、アニメにも小説版『迷宮物語』にもない。
ストーリーはほぼ原作短編どおりだが、杉岡が一号を倒すも工事中止に失敗したあとのラストが変更されている。原作短編では、杉岡は工事契約復活を知らされ、任務の裏事情をさとる。アニメでは、契約復活を知らないまま、なおも工事を腕ずくで中止させるべく奔走し、その顛末は描かれない。小説版『迷宮物語』では、ラストシーンが大幅にカットされており、一号が倒されたことがほのめかされるだけである。
舞台となるのは、原作短編では、南米のB国（ブラジルか）から数年前に独立したR国のA河（描写からアマゾン川と特定できる）だが、アニメでは国はアロワナ共和国となり、川の名前も架空である。小説版『迷宮物語』では、改行や空白以外の内容の修正はほとんどない中で、国がR国からB国に変更されている。
なお、2021年の角川映画祭トークイベントにおいて、大友克洋は、一番最初に書いた原画が、杉岡がシチューを食べるシーンであることを明かした。また、眉村原作のオムニバスという企画だと思ったが、原作に沿った内容になっているのは自分だけであった。と語っている。
スタッフ
監督、脚本、キャラクターデザイン：大友克洋
作画監督：なかむらたかし
原画：森本晃司、なかむらたかし、大友克洋、桜井邦彦
美術監督：椋尾篁
キャスト
杉岡勉：水島裕
ロボット444ノ1号：大竹宏（原作では「四四四‐一号」）
丸山部長：家弓家正
八奈見乗児
屋良有作
田中和実